# Fytoen

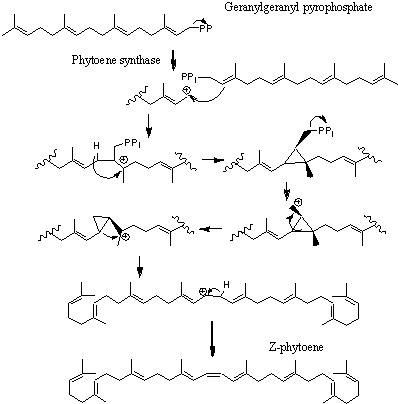
Syntes av fytoen från GGPP.

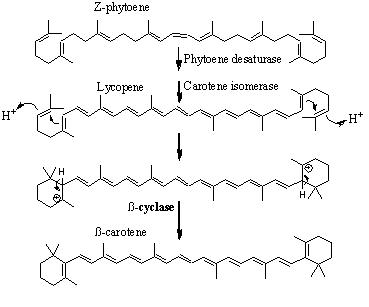
Syntes av β-karoten från fytoen.

Fytoen är en 40-kols tetraterpenoid som utgör det första steget i växternas biosyntes av karotenoider. Det produceras från två molekyler geranylgeranylpyrofosfat (GGPP) under inverkan av enzymet fytoensyntas. De två GGPP-molekylerna kondenseras samman varpå följer ett borttagande av difosfat och ett protonskift, vilket ger fytoen.
Genom födan får människan i sig fytoen och fytofluen som återfinns i många olika vävnader som lever, hjärta och hud. Ackumulation av dessa karotenoider i huden kan skydda denna på flera sätt: som UV-absorbenter, antioxidanter och antiinflammatoriska ämnen.

## Struktur
Fytoen är en symmetrisk molekyl som innehåller tre konjugerade dubbelbindningar. Fytoen har ett absorptionsspektrum i UV/visuellt ljus som är typiskt för ett trippelkonjugerat system med maxima i UVB-området vid 277 nm, 286 nm och 300 nm. I motsats till andra karotenoider är deras förstadier fytoen och fytofluen färglösa och absorberar i UV-området.

## Förekomst
Analyser av ett flertal frukter och grönsaker har visat att fytoen och fytofluen finns i majoriteten av dem.

## Historia
Fytoens struktur fastställdes och visades genom en fullständig syntes av Basil Weedons grupp 1966.